# Mahmud Bin Kučuk
Mahmud Bin Kučuk ali Mahmud Astrahani (urdujsko, perzijsko in arabsko محمود بن کوچک) je bil eden od sinov  Kučuk Mohameda, kana Zlate horde, in ustanovitelj Astrahanskega kanata v 1460. letih, * ni znano, † 1466 leta.  
Po več letih vojne za prestol v Veliki hordi proti bratu Ahmed Kanu, je Mahmud leta 1465 pobegnil v mesto Hadžitarhan v delti Volge in tam ustanovil neodvisen Astrahanski kanat.  S svojimi sosedi je vzpostavil prijateljske odnose in koval svoj denar. 
Njegovo pismo osmanskemu sultanu Mehmedu II., poslano 10. aprila 1466, je prefinjen primer dolgoveznega diplomatskega pisma, pisanega v starotatarskem jeziku 15. stoletja. V pismu omenja potrebo po obnovitvi odnosov med Osmanskim cesarstvom in Astrahanom in v Carigrad pošilja svoje ambasadorje.
| Mahmud Bin Kučuk Tukaj-Timuridi (Mahmudoviči) |                                    |                            |
| Vladarski nazivi                              |                                    |                            |
| Predhodnik: Sajid Ahmed I.                    | Kan Velike horde 1459-1465         | Naslednik: Ahmed bin Kučuk |
| Predhodnik: Ustanovitev                       | Kan Astrahanskega kanata 1465-1466 | Naslednik: Kasim I.        |

## Vir
- Р.Ю. Почекаев.  Цари ордынские. Санкт-Петербург, «Евразия» 2010. ISBN 978-5-91852-010-9.